# Cinnyris manoensis
Cinnyris manoensis là một loài chim trong họ Nectariniidae.